# جوزف مک‌لوکلین
جوزف مک‌لوکلین (انگلیسی: Joseph McLoughlin; ۱ ژانویهٔ ۱۸۸۵ – ۱ آوریل ۱۹۴۶) قایقران روئینگ اهل ایالات متحده آمریکا بود.